# Puentecillas, delstaten Mexiko
Puentecillas är en ort i Mexiko, tillhörande kommunen Acambay de Ruíz Castañeda i den västra delen av delstaten Mexiko, i den centrala delen av landet. Orten hade 1 851 invånare vid folkräkningen 2010.